# Schloss Fougères-sur-Bièvre

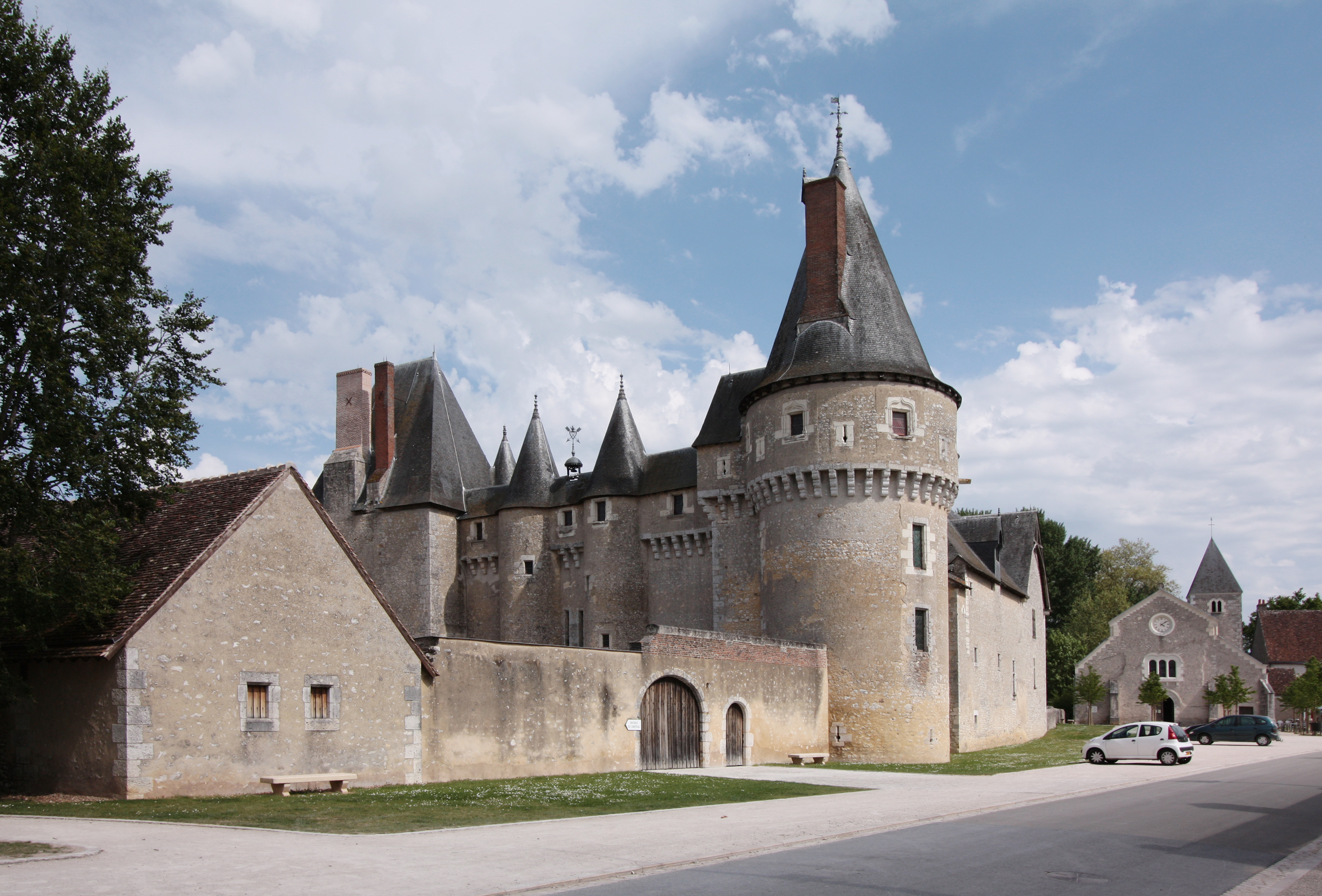
Schloss Fougères-sur-Bièvre von Nordwesten

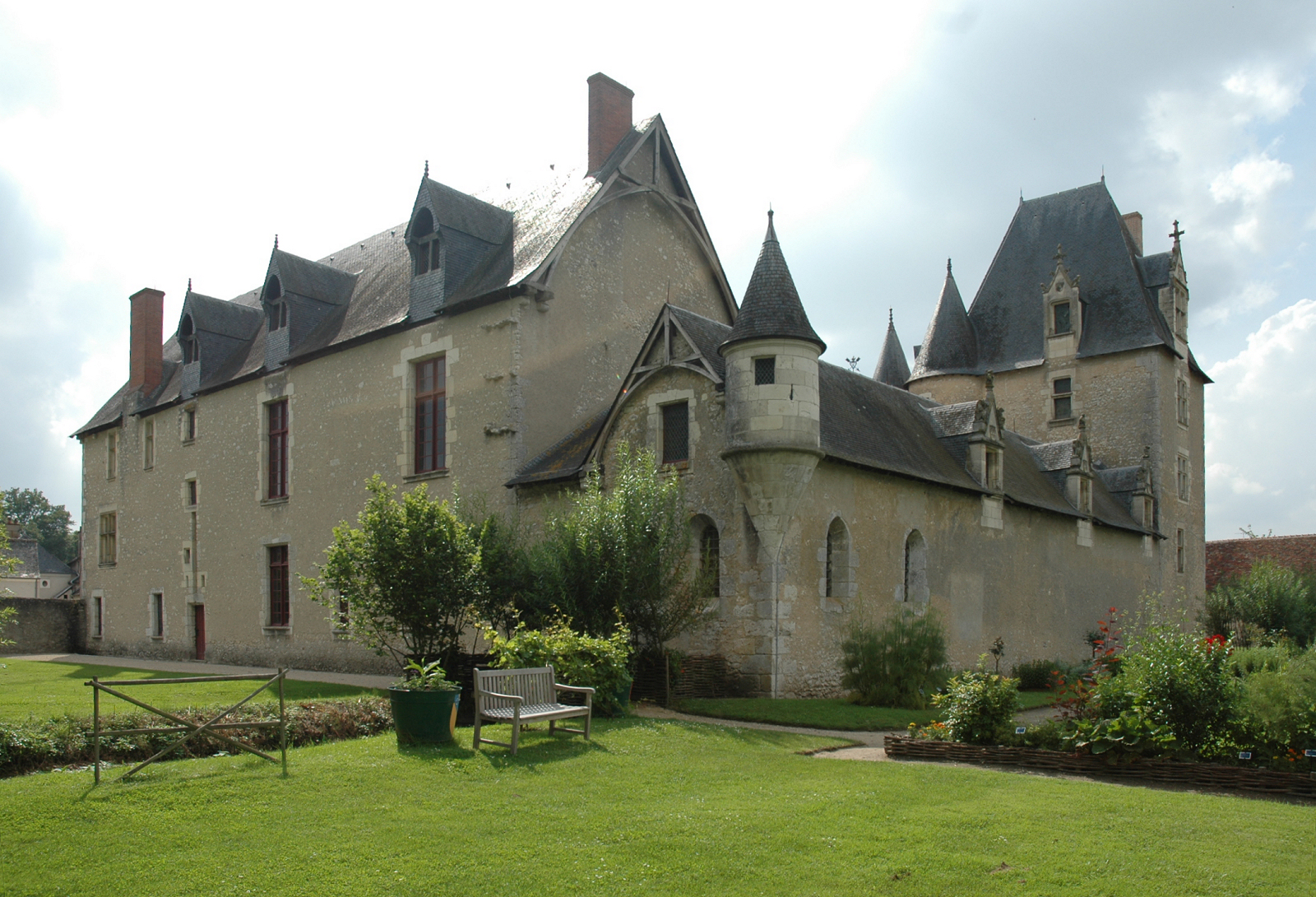
Schloss Fougères-sur-Bièvre von Osten

Das Schloss Fougères-sur-Bièvre steht im Zentrum des gleichnamigen französischen Orts Fougères-sur-Bièvre am Ufer des Bièvre im Département Loir-et-Cher. Es wurde am Ende des 15. Jahrhunderts als befestigter Landsitz der Familie de Refuge errichtet, die damit ihren sozialen Aufstieg innerhalb des französischen Adels dokumentierte. Die Anlage ist eines der letzten Beispiele für die niedergehende Militärarchitektur in Frankreich und einzigartig in der Region, denn während dort noch eine Wehranlage nach mittelalterlichem Vorbild errichtet wurde, verfolgten die Architekten benachbarter Adelssitze bereits das Konzept des bequemeren Wohnschlosses.
Der Grundstein für die vierflügelige Anlage wurde unter Einbezug älterer Bausubstanz Ende des 15. Jahrhunderts gelegt. Durch ständige Aus- und Umbauten bis zum Beginn des 16. Jahrhunderts erhielt sie ihre heutige Gestalt. Nachdem der französische Staat die Gebäude 1932 erworben hatte, ließ er sie restaurieren und nutzt sie seit 1993 als Museum.
Obwohl sich das Schloss rund 15 Kilometer südlich von Blois – und damit etwas weiter von der Loire entfernt – befindet, zählt es trotzdem zu den Schlössern der Loire. Nachdem es im September 1862 schon einmal in die Liste französischer Baudenkmäler aufgenommen worden, dann aber im Juli 1888 wieder daraus entfernt worden war, steht es seit 1912 als Monument historique wieder unter Denkmalschutz.

## Beschreibung

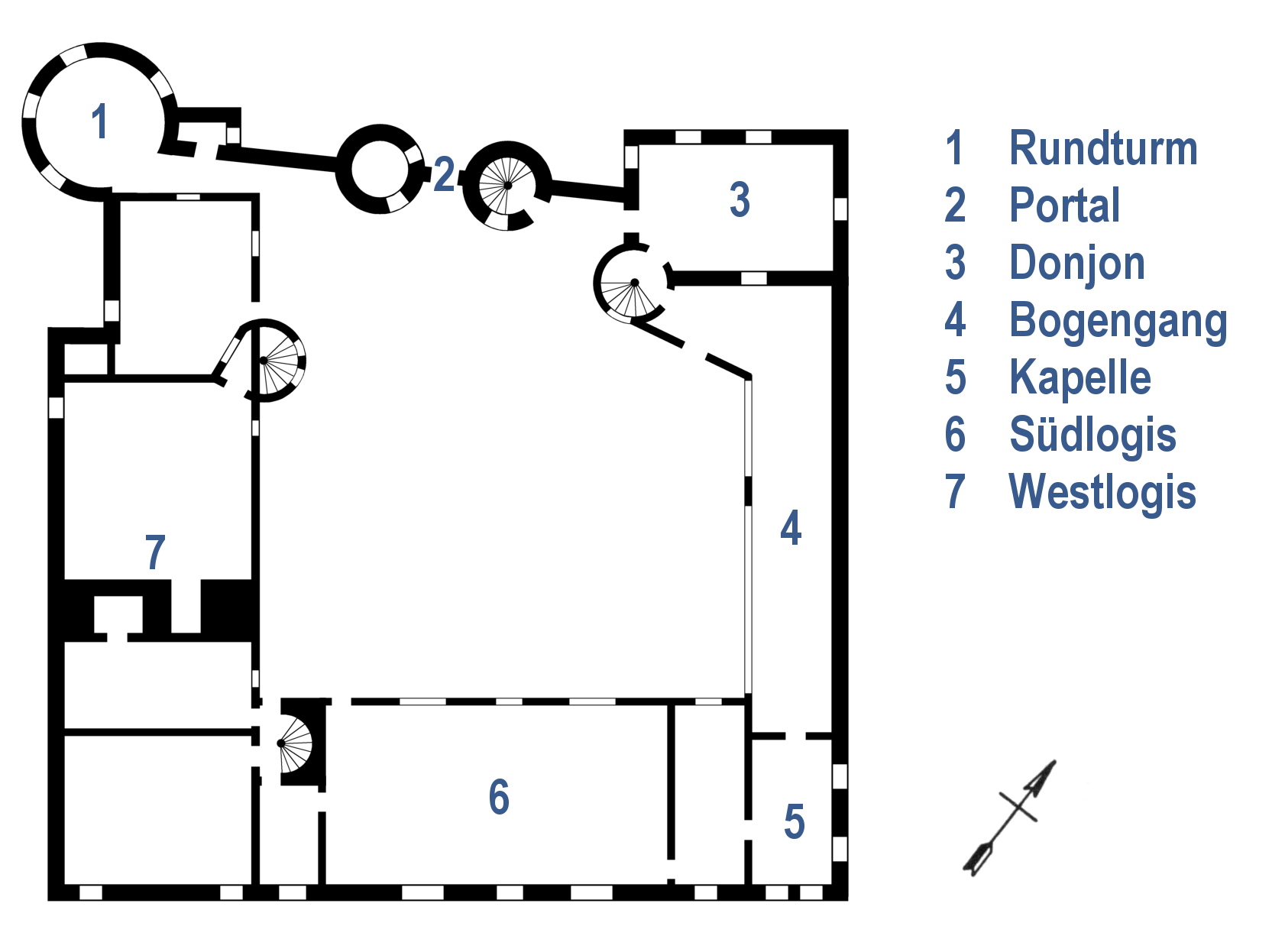
Schematischer Grundriss der Kernburg

Die zweiteilige Anlage ist mehrheitlich aus Baumaterial der Region errichtet. Für die Mauern wurde gebrochener Kalkstein aus der Beauce verwendet, der nur durch die hellen Eckquaderungen, Fenster- und Türeinfassungen sowie skulptierten Bauelemente aus Tuffstein unterbrochen wird. Dieser stammt – wie auch bei vielen anderen Schlössern der Loire – aus Bourré vom Ufer des Cher. Die Dächer des Schlosses sind mit Schieferschindeln aus Angers gedeckt und besitzen Dachstühle aus Eichenholz, das aus den nahe gelegenen Wäldern stammt. Der einstige Putz der Mauern ist heute nur noch teilweise erhalten.
Seit 2003 existiert östlich der Anlage ein vom Bièvre durchflossener Nutzgarten mit Gemüse- und Färberpflanzen sowie einer Voliere, in der seltene Geflügelarten gehalten werden.

### Vorburg
Der Kernburg ist auf der nördlichen Seite eine Vorburg vorgelagert, deren Hof durchquert werden muss, um zum Portal der Hauptburg zu gelangen. Die Wirtschaftsgebäude besitzen einen L-förmigen Grundriss und weisen keine architektonischen Besonderheiten auf.

### Kernburg

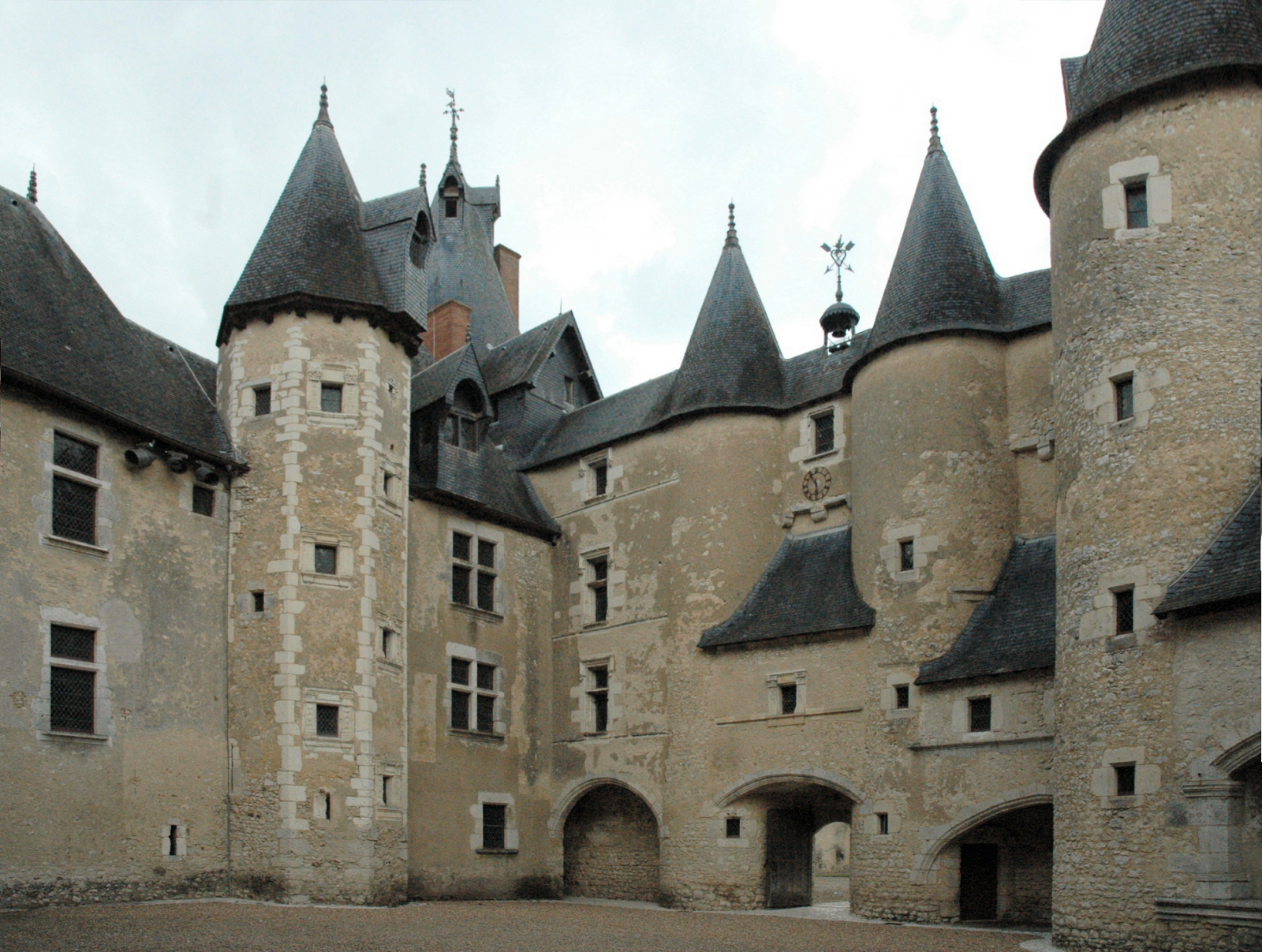
Blick auf die Westecke vom Innenhof

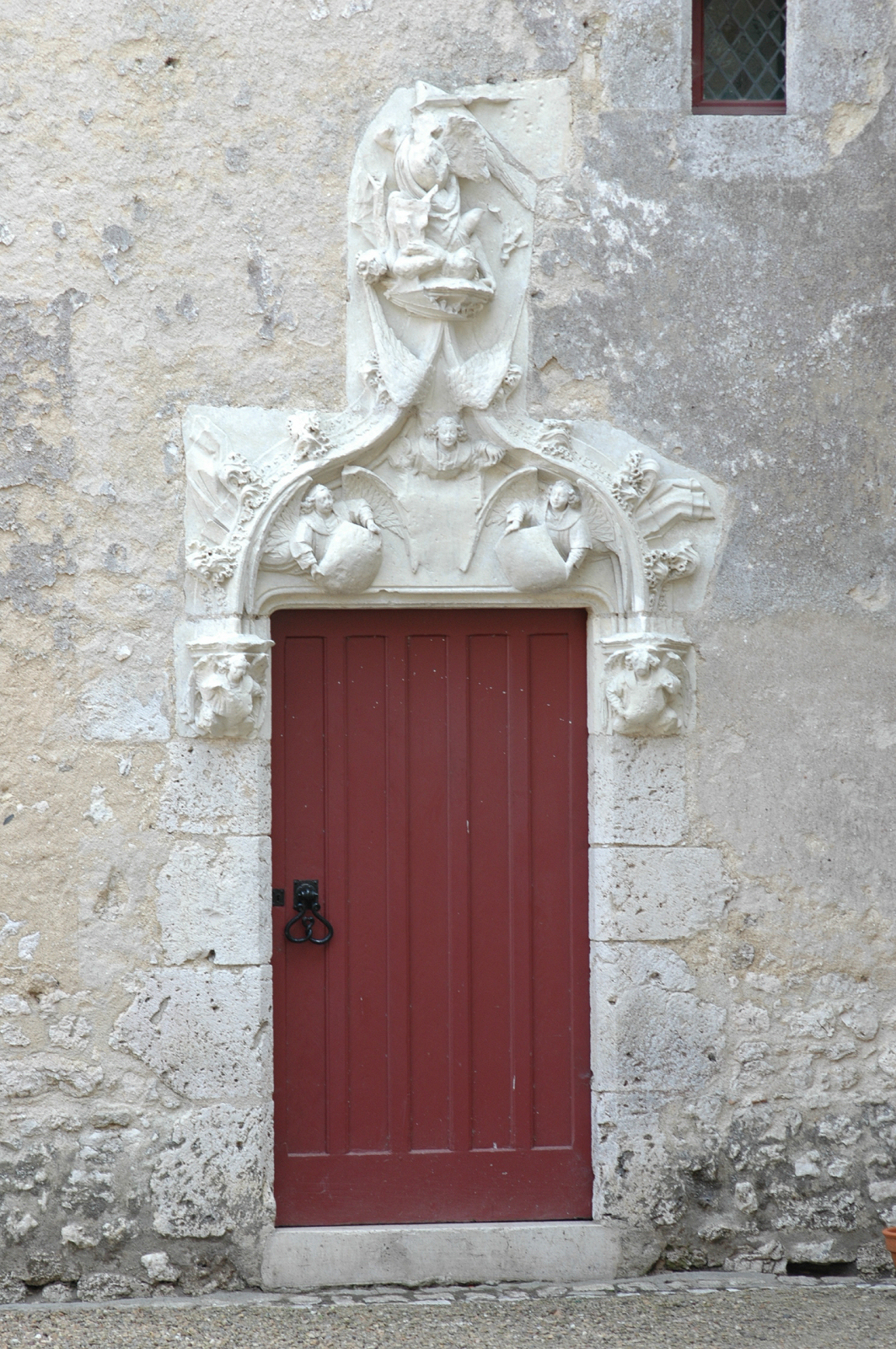
Eingang zum Südflügel

Die Kernburg ist ein geschlossener Vierflügelbau, der einen rechteckigen Innenhof umschließt. Ihre älteste Bausubstanz ist ein viereckiger Donjon aus dem 11. Jahrhundert an der nördlichen Ecke der Anlage. Er besitzt ein steiles Walmdach mit Lukarnen im Stil der Renaissance. Dem Donjon schließt sich der Nordflügel des Schlosses an. Mit seinen zahlreichen Türmchen und den vielen kleinen Einzeldächern auf unterschiedlicher Höhe ist er der bemerkenswerteste Teil des Gebäudes. Sein mittiges Eingangsportal ist von zwei schlanken Rundtürmen flankiert und besitzt als oberen Abschluss einen Dachreiter. An der Außenseite verläuft ein Wehrgang mit Maschikulis, der auf Steinkonsolen ruht. Dieser Wehrgang setzt sich in einem dreigeschossigen Rundturm mit hohem Kegelhelm am westlichen Ende des Flügels fort, in dessen Obergeschoss sich rundum Schlüssellochscharten befinden.
Der Ostflügel der Anlage wird durch einen niedrigen, eingeschossigen Bogengang aus dem ersten Viertel des 16. Jahrhunderts gebildet, dessen flache Korbbögen auf schlichten, achteckigen Pfeilern ruhen. Seine Architektur gleicht sehr stark der Galerie Karls VIII. im Schloss Blois. Sein Dach besitzt sowohl an der Hof- als auch an der Außenseite Lukarnen, die mit ihren Krabben, Fialen und Kreuzblumen noch stark an gotische Dekorelemente erinnern. Sie tragen das Wappen ihres Bauherrn, Jean de Villebresme. Dem Gang schließt sich an der Ostecke der Anlage eine kleine Kapelle an, die an der Außenfront ein Scharwachttürmchen – auch Pfefferbüchse genannt – besitzt.
Eine architektonische Besonderheit des Anlage in Fougères-sur-Bièvre ist die außergewöhnliche Form der Dachstühle des östlichen und südlichen Schlossflügels. Ihre Form eines auf den Kopf gestellten Schiffskiels war während der Gotik gebräuchlich und ist unter den Schlössern der Loire beinahe einzigartig. Lediglich die Dachkonstruktion des Donjons von Sully-sur Loire besitzt noch die gleiche Bauweise.
Die beiden Flügel im Süden und Westen dienten früher zu Wohn- und Repräsentationszwecken. Die Räume können durch einen Eingang im Südflügel betreten werden, der oben durch einen kleinen Giebel mit Kielbogen und Engelsskulpturen abgeschlossen ist. Die Engel halten Schilde, die heute leer sind, früher jedoch das Wappen der Familie de Refuge zeigten. Die Geschosse des Wohntrakts sind durch einen hofseitigen, polygonalen Treppenturm mit Wendeltreppe erschlossen, dessen Fenster von Pilastern umrahmt sind. Das schlichte Innere der beiden Flügel blieb über die Jahrhunderte nahezu unverändert, und seine großen Räume wurden, im Gegensatz zu den meisten anderen Loire-Schlössern, nicht in kleinere Kabinette aufgeteilt. So präsentieren sich die Zimmer, darunter der sogenannte Salle des gardes und der Salle du Conseil, mit Ausnahme einiger großer, verzierter Kamine, sehr schmucklos.

## Geschichte

### Anfänge

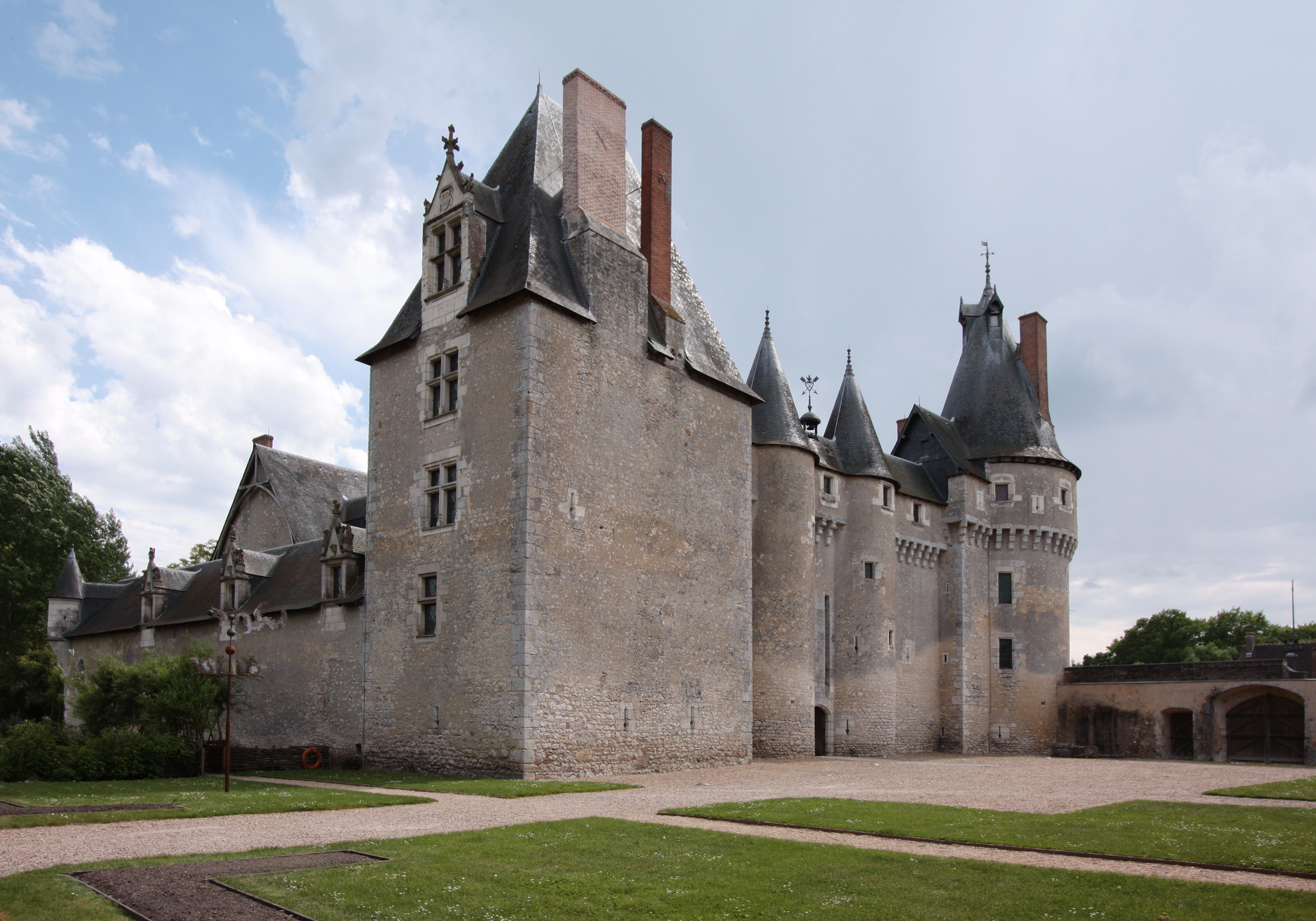
Der viereckige Donjon ist der älteste Teil des Schlosses

Die Herrschaft Fougères-sur-Bièvre wurde erstmals 1030 urkundlich erwähnt und war zu jener Zeit im Besitz eines Seigneur Frangall, der Vasall des Grafen von Blois war. Während des Hundertjährigen Krieges wurde die dortige Burg 1358 durch den Schwarzen Prinzen, Edward of Woodstock, nahezu dem Erdboden gleichgemacht. Nur der Donjon und Reste des heutigen Rundturms waren noch vorhanden. Zu Beginn des 14. Jahrhunderts gelangten Burg und Herrschaft an die Familie de Faverois, von der sie die Erbtochter Jeanne de Faverois 1438 an ihren Ehemann, den herzoglichen Rat Jean de Refuge, brachte. Bis in das 17. Jahrhundert blieb die Anlage im Besitz der Familie und ihrer direkten Nachkommen.

### Wiederaufbau
Die Eheleute ließen die Anlage in der Zeit von 1450 bis 1475 auf den Fundamenten der geschleiften Burg und unter Einbezug der noch vorhandenen Reste wieder aufbauen, indem sie den heutigen West- und Südflügel errichteten. Ihr Sohn Pierre de Refuge machte unter Karl VII. und Ludwig XI. als Schatzmeister Karriere am französischen Königshof. Bis spätestens 1483 hatte er die Erlaubnis des Königs erhalten, sein Schloss wieder zu befestigen, so dass er mit dem heutigen Nordflügel die Baulücke zwischen dem östlichen Rundturm und dem Donjon schloss. Die Arbeiten dazu dauerten bis 1497.
Pierres Enkel Jean de Villebresme, Kammerherr des Herzogs Charles de Valois-Angoulême, brachte den von seinen Urgroßeltern begonnenen Um- und Wiederaufbau um 1520/25 zum Abschluss und fügte dem Wehrbau architektonische Elemente wie Lukarnen und Flachreliefs im Stil der Renaissance hinzu. Der Donjon erhielt erstmals ein Dach, und anstelle seiner Schießscharten wurden Fenster ausgebrochen. Villebresme ließ auch die Ringmauer niederlegen und den Wassergraben an der Ostseite verfüllen, um dort eine ebenerdige Galerie samt anschließender Kapelle errichten zu lassen. 
In den folgenden Jahrzehnten ließen die Besitzer die übrigen Wassergräben verfüllen, da sie ihre Wehrfunktion verloren hatten. Damit verschwand auch die einstige Zugbrücke zum Portal des Nordflügels. Die Vergrößerung der Fenster im südlichen Schlossflügel während des 17. Jahrhunderts war anschließend die einzige bauliche Veränderung, die noch an den Gebäuden vorgenommen wurde.

### Das Schloss in staatlicher Hand
Nach der Französischen Revolution erwarb René Lambot die Anlage 1789, um dort von 1812 bis 1901 eine Spinnerei zu betreiben. Anschließend dienten die Gebäude als Unterkunft für Landarbeiter. 1932 kaufte der französische Staat das mittlerweile stark heruntergekommene Schloss und ließ es bis 1938 umfassend restaurieren. Während des Zweiten Weltkriegs wurden dort Kunstwerke aus dem Louvre und die Glasfenster der Kathedrale von Chartres aufbewahrt.
1993 fassten das französische Kultusministerium und die Caisse nationale des monuments historiques et des sites den Beschluss, das Schloss Fougères-sur-Bièvres zu einem Museum umzugestalten, das sich mit der Baukunst früherer Zeiten beschäftigt. Seitdem finden dort Themen-Ausstellungen zu alten Baumaterialien, Werkzeugen und Bautechniken statt. Die wechselnden Ausstellungen sollen allmählich zu einer umfassenden Dauerausstellung in allen Schlossflügeln ausgebaut werden. Ein Anfang wurde dazu bereits mit Exponaten rund um den Beruf des Dachdeckers gemacht. Außerdem werden unter dem Titel Château des enfants Animations- und Kursangebote speziell für Kinder angeboten.